# Arturo Carsetti
Arturo Carsetti (Viterbo, 25 de abril de 1940 – Aprilia, 9 de noviembre de 2024) fue un filósofo de la ciencia italiano y exprofesor de filosofía de la ciencia en la Universidad de Bari y de la Universidad de Roma Tor Vergata. Es el editor de la Revista italiana para la filosofía de la ciencia La Nuova Critica fundado en 1957 por Valerio Tonini. Es notable por sus contribuciones, también como miembro de la Academia Europea de Ciencias y Artes, a la filosofía de la ciencia, la epistemología, la metabiologia, la ciencia cognitiva y la filosofía de la mente.

## Biografía
Arturo Carsetti es licenciado en filosofía (cum laude) por la Universidad de Roma La Sapienza. Inicialmente fue director del programa de investigación S.I.R. en el Consejo Nacional Italiano de Investigación. En 1973 fue nombrado asistente de psicología en la Universidad de Roma La Sapienza. De 1975 a 1980 enseñó lógica en la Universidad de Trieste y fue catedrático de filosofía de la ciencia desde 1980 hasta 2012 en la Universidad de Bari y la Universidad de Roma Tor Vergata. De 1992 a 1995 fue Jefe del Departamento de Filosofía de la Universidad de Roma Tor Vergata.
Influenciado por Vittorio Somenzi, Heinz von Foerster y Henri Atlan, se interesó en aplicar la Cibernética y la Teoría de la Información a los sistemas vivientes. Durante su estancia en Trieste trabajó en colaboración con Gaetano Kanizsa sobre los procedimientos de autoorganización en cognición visual. En 1981 comenzó una relación de trabajo con Francisco Varela y Jean Petitot y muchos otros académicos en el campo de la teoría de la autoorganización y la teoría de la complejidad. En particular, investigó el vínculo entre el significado y la información tal como lo describieron Rudolf Carnap y sus seguidores, así como el concepto de "modelo reflexivo" presentado por Dana Scott. En los años siguientes también trabajó en colaboración con el filósofo austríaco Werner Leinfellner y fue editor de los "Ensayos de ciencia y epistemología dedicados a Werner Leinfellner".
Ha sido profesor visitante en la École Normale Supérieure, École des Hautes Études en Sciences Sociales y el Konrad Lorenz Institut de Viena. En los años 80 y 90 también como resultado de una colaboración a largo plazo con Stephen Gossberg y otros académicos editó muchos volúmenes y números especiales de La Nuova Critica dedicada a la Ciencia Cognitiva y la Teoría de la Complejidad. Es miembro de las siguientes Sociedades científicas: SILFS (hasta 2011), SFI, AST, SIBPA, CiE, IACAP y ha sido Editor-en-jefe de la revista internacional La Nuova Critica desde 1984. También fue Coeditor de las revistas: "Evolution and Cognition" y "Zeitschrift für Wissenschaftsforschung" y miembro del Consejo Asesor de la revista "Logic and Philosophy of Science". Ha sido el director del Acuerdo Internacional de Colaboración Científica estipulado por las Universidades de Graz y Roma Tor Vergata. Desde 1996, Carsetti es Evaluador Europeo y en 2012 se unió a la Academia Europea de Ciencias y Artes. En el período 1981-2010 organizó 18 Conferencias, Coloquios y Talleres Internacionales y participó en múltiples Coloquios y Encuentros en Filosofía de las Ciencias en todo el mundo. De 1981 a 2005 fue miembro del Comité Científico de la Universidad de Roma Tor Vergata. 
En el período 1994-1997 fue Coordinador Nacional de un grupo de investigación en el campo de la Filosofía de la Ciencia en el Ministerio de Educación, Universidades e Investigación (Italia) (MIUR). Durante 1995 y 1997 fue Coordinador Nacional de un grupo de investigación en el campo de la Filosofía de la Ciencia en el CNR (Consiglio Nazionale delle Ricerche). De 2000 a 2010 coordinó cinco proyectos de investigación en MIUR, (PRIN 2000, 2002, 2004, 2006 y 2008). Actualmente es el coordinador internacional del proyecto de investigación "LNC, IPR, Eigenforms, modelos autoorganizados y morfogénesis". Investigó en particular los aspectos matemáticos y epistemológicos concernientes a las estructuras funcionales de la percepción (humana) en su relación con la intencionalidad y con referencia al desarrollo del proceso de encarnación. Se dedicó una gran atención a la introducción del concepto innovador de "modelo de autoorganización" para explicar, en términos matemáticos, por qué a nivel de la vida y la cognición la función no puede sino autoorganizarse junto con su significado. Es autor de 6 libros y alrededor de 126 artículos en revistas científicas internacionales. Ha editado 10 libros.

## Puntos de vista filosóficos y científicos
De acuerdo con la tesis principal de Carsetti, debemos reconocer, de acuerdo con Immanuel Kant, que, a nivel de un sistema cognitivo biológico, la sensibilidad no es una simple interfaz entre el azar absoluto y un orden intelectual invariante. Por el contrario, los procedimientos de referencia, si tienen éxito, son capaces de modular la canalización y crear la base para la aparición de marcos de compresibilidad cada vez más nuevos a través de la morfogénesis. No se trata de descubrir y explorar directamente (según, por ejemplo, la concepción de Hilary Putnam) nuevos "territorios", sino de ofrecernos a nosotros mismos como la matriz y el arco a través de los cuales pueden surgir de forma autónoma de acuerdo con niveles de complejidad cada vez mayores. No existe un proceso autónomo casual que ya exista y ninguna posible actividad de selección y síntesis a través de un posible "remanente" a través de procedimientos de referencia considerados como una forma de regimentación simple. Estos procedimientos son en realidad funcionales para la construcción e irrupción de la nueva incompresibilidad: el significado, como Forma formans, ofrece la posibilidad de crear un anclaje holístico, y es exactamente lo que permite que el aparato categorial emerja y actúe de acuerdo con una "arborización" coherente. Como sostiene Carsetti: "El nuevo invento, que nace, moldea y abre los (nuevos) ojos de la mente: veo como una mente porque el nuevo significado es capaz de articularse y echar raíces a través de mí" Arturo Carsetti (2012).
En otras palabras, en el nivel biológico, lo que es innato es el resultado de un proceso evolutivo y está programado por selección natural. La selección natural es el codificador (una vez vinculado al surgimiento del significado): al mismo tiempo, en el nivel biológico, este proceso de emergencia está indisolublemente correlacionado con la construcción continua de nuevos formatos de acuerdo con el desarrollo de nuevas matemáticas, una matemática que necesariamente moldea la actividad del codificador. De ahí la necesidad de articular e inventar una matemática capaz de grabarse en un paisaje evolutivo de acuerdo con la apertura del significado. En este sentido, por ejemplo, los ámbitos de los modelos no estándar y el análisis no estándar representan, hoy en día, como escribe Carsetti: "... una perspectiva fructífera para señalar, en términos matemáticos, algunos de los conceptos básicos relativos a la articulación de una adecuada teoría de la información intencional. Esta individualización, por otro lado, se presenta no solo como un logro teórico importante sino también como una de las bases esenciales de nuestra propia evolución como organismos inteligentes ".
Un dominio reflexivo clásico debe considerarse, en su opinión, no como una estructura ya existente, sino como el sustrato para la posible composición de su esqueleto constitutivo con una exploración creativa de los caminos de información (posiblemente infinitos) relacionados con este mismo esqueleto a medida que se articulan en los niveles de orden superior. Como cuestión de hecho, desde un punto de vista teórico, un espacio reflexivo está dotado de una estructura algebraica no conmutativa y no asociativa. Es ampliable y está abierta a la evolución en el tiempo a medida que se desarrollan nuevos procesos y surgen nuevas formas. En un dominio reflexivo, cada entidad tiene una forma propia, es decir, puntos fijos de transformación están presentes para todas las transformaciones del dominio reflexivo. Según Heinz von Foerster (1981) y Louis Kauffman (2003) los objetos de nuestra experiencia son los puntos fijos de los operadores, estos operadores son la estructura de nuestra percepción. El único objeto es una forma propia. 
En el proceso de observación, necesariamente interactuamos con nosotros mismos y con el mundo para producir estabilidades que se convierten en objetos de nuestra percepción. Nuestra actividad perceptual, en este sentido, está condicionada por el desarrollo del proceso de encarnación y está vinculada a las señales que ofrece la reflexividad al significado en acción. A la luz de estas consideraciones, los modelos reflexivos puros (clásicos) que no están abiertos a una exploración creativa (como se articula en el nivel de segundo orden) no son capaces de dar cuenta de la verdadera creatividad y la metamorfosis real porque no toman en consideración el emparejamiento dialéctico de la creatividad y el significado, así como los procesos de emergencia que viven en el nivel del significado. No aflojan el nudo relacionado con las relaciones intrincadas entre la invariancia y la morfogénesis y no surgen en relación con la realización real de una realización específica. De ahí la importancia de hacer referencia a herramientas teóricas más complejas y variadas como, por ejemplo, las matemáticas no estándar y la teoría de la complejidad, a fin de proporcionar una base adecuada para la extensión antes mencionada.

## Publicaciones seleccionadas
- Arturo Carsetti (1976) Logica, Linguaggio, Semantica. Palermo: Palumbo.
- Arturo Carsetti (1982) Semantica denotazionale e sistemi autopoietici. La Nuova Critica, LXIV: 51-91.
- Arturo Carsetti (1984) Linguaggi della percezione e strutture della conoscenza scientifica. Roma: U.P.
- Arturo Carsetti (1986) Natural Intelligence and Artificial Intelligence, in Brookes B.C. (ed.), Intelligent Information Systems for the Information Society, Dordrecht, Reidel, 233-239.
- Arturo Carsetti (1987) Teoria algoritmica della informazione e sistemi biologici. La Nuova Critica, 3-4, 37-66.
- Arturo Carsetti et al. (1991) Semantica, Complessità e Linguaggio Naturale. Bologna: CLUEB.
- Arturo Carsetti (1990) Algorithmes, complexité et modèles. La Nuova Critica, 15-16, 71-100.
- Arturo Carsetti (1992) Creative processes and simulation models. Zeitschrift für Wissenschaftsforschung, 75-85.
- Arturo Carsetti (1995) The role of simulation models in the cognitive sciences in J. Goetschl (ed.), Revolutionary Changes in Understanding Man and Society, Dordrecht, 83-91.
- Arturo Carsetti (ed.) (1999) Functional Models of Cognition, Dordrecht, Kluwer .
- Arturo Carsetti (2000) Randomness, Information and Meaningful Complexity: Some Remarks About the Emergence of Biological Structures”. La Nuova Critica, 36: 47-128.
- Arturo Carsetti (2003) Rational perception and self-organisation of forms. Axiomathes, 13, 459-470.
- Arturo Carsetti (ed. 2004) Seeing, Thinking and Knowing. Meaning and Self-Organisation in Visual Cognition and Thought. Dordrecht, Kluwer.
- Arturo Carsetti (ed. 2004) Conceptual Invariants, Scientific Languages and Knowledge Construction, Rome, 2004.
- Arturo Carsetti (2006) The Role of Simulation Models in Visual Cognition. In Magnani L. (ed.), Model-Based Reasoning in Science and Engineering, London, College, 141-151.
- Arturo Carsetti (2006) Functional realism, non-standard semantics and the genesis of the mind's eyes. La Nuova Critica, 47-48, 171-197.
- Arturo Carsetti (2007) Truth, Causality and Categorial Intuition. Rome, U.P.
- Arturo Carsetti (2007) Natural language, categorization processes and the self-organizing cognitive code”, La Nuova Critica, 49-50: 181-215.
- Arturo Carsetti (2008) Complexité épistémique et structures de la connaissance. La Nuova Critica, 51-52, 103-122.
- Arturo Carsetti (ed.) (2009) Causality, Meaningful Complexity and Embodied Cognition. Berlín, Springer.
- Arturo Carsetti (2009) The genesis of the mind’s eyes. In D'Agostino M. et al. Atti della S.I.L.F.S., Milano.
- Arturo Carsetti (2009) The emergence of mind at the co-evolutive level. In Corradini A. and O'Connor T. (eds.), Emergence in Science and Philosophy, New York, 251-266.
- Arturo Carsetti (2009) Embodiment processes and intentional complexity. La Nuova Critica, 53-59, 103-122.
- Arturo Carsetti (2010) Eigenforms, natural self-organization and morphogenesis. La Nuova Critica, 55-56, 75-100.
- Arturo Carsetti (2012) Epistemic Complexity and Knowledge Construction. Berlín, Springer.
- Arturo Carsetti (2012) The emergence of meaning at the co-evolutionary level, Int. Jour. of Applied Mathematics and Computation, vol. 219: 14-23.
- Arturo Carsetti (2012) Regulatory Models and the Development of Mind, La Nuova Critica, vol. 59-60 : 129-150.
- Arturo Carsetti (2013) Intended Models and Henkin Semantics, La Nuova Critica, vol. 61-62:125-180.
- Arturo Carsetti (2014) Life, Cognition and Metabiology, Cognitive Processing, 15 (4): 423-424.
- Arturo Carsetti (2015) The emergence of the enactive mind in ambient meaning, La Nuova Critica, vol. 65-66: 73-103.
- Arturo Carsetti (2016) Epistemologia ed Ontologia, Rivista Internazionale di Filosofia del Diritto, Serie V: 85-90.
- Arturo Carsetti (2020) Metabiology. Non-standard Models, General Semantics and Natural Evolution, Berlin, Springer.

## Proyectos de investigación seleccionados
- Research Project (CNR, 1997-8): “Probability, complexity and inductive inference”;
- Research Project (MIUR, PRIN 2000): “Complexity and intentional reference. The emergence processes of new conceptual structures in the light of the late achievements of semantic information theory";
- Research Project (MIUR, PRIN 2002): “Dimensions of stratified complexity and symbolic procedures of self-organization in complex cognitive systems. The emergent processes of categorial perception”;
- Research Project (MIUR, PRIN 2004): “Functional simulation models and self-organization procedures in complex cognitive systems. Semantic categorization processes as a channel for the emergence of intentional structures at the level of the evolving mind”.
- Research Project (MIUR, PRIN 2006): “ Measures of epistemic complexity and knowledge construction. The "genealogical" unfolding of the teleological and intentional roots of thought processes at the level of cultural evolution”.
- Research Project (MIUR, PRIN 2008): “Meaning, truth and incompressibility”;
- Research Project (LNC, IRP 2011): " Eigenforms, self-organizing models and morphogenesis".
- Research Project (LNC, IRP, 2014): "Towards a Conceptual Metabiology".